# أدب جنسي

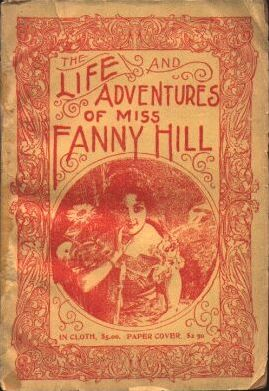
غلاف فاني هيل 1910.

الأدب المكشوف أو الجنسي أو الإباحي هو الأدب الذي يحتوي على مواد خيالية أو واقعية تثير قارئها جنسياً وقد يتخذ شكل الروايات والقصص القصيرة والشعر والمذكرات، والأدلة الجنسية، وتعرض كثيراً في الأدب الإباحي صور إباحية لتوضح النص المكتوب.
ومن أمثال الشعر الإباحي أشعار صافو الشاعرة الإغريقية التي كان يتركز شعرها على مدح السحاق، و في الأدب المعاصر روايات مدار السرطان لهنري ميلر وقصة أو لآن ديكلو.